# Василевич, Ирина Александровна
Ирина Александровна Василевич (19 апреля 1985, Красноярск) — российская шахматистка, международный мастер (2005), гроссмейстер (2005) среди женщин.
Чемпионка мира среди студентов (2009), чемпионка Москвы (2013).
Директор СШ «Шахматная школа Анатолия Карпова».

## Изменения рейтинга
| Графики недоступны из-за технических проблем. См. информацию на Фабрикаторе и на mediawiki.org. |